# Belisana dodabetta
Belisana dodabetta är en spindelart som beskrevs av Huber 2005. Belisana dodabetta ingår i släktet Belisana och familjen dallerspindlar. Inga underarter finns listade.